# 金哲埈
金 哲埈（キム・チョルジュン、1923年 - 1989年1月17日）は、大韓民国の歴史学者。朝鮮古代史を専攻。1975年、ソウル大学より博士号。

## 人物
本貫は唐岳金氏。1948年、ソウル大学史学科卒業、ソウル大学史学科助教。1952年、国立中央博物館学芸員。1953年、檀国大学史学科助教授。1959年、延世大学史学科助教授。1960年8月から1年間、ハーバード燕京研究所で在外研究。1963年、ソウル大学専任講師、助教授、教授。1988年、ソウル大学を定年退職。
1970年から1988年まで国史編纂委員会委員。1978年、韓国学中央研究院部長、1988年、韓国学中央研究院院長。1989年1月17日、過労死。

## 日本語翻訳
- 金哲埈 著、武田幸男・浜田耕策 訳『韓国古代国家発達史』学生社、1979年1月。
- 金哲埈 著、鄭早苗 訳『韓国古代社会研究』学生社、1981年8月。ISBN 4-311-30441-2。